# 松崎萬長

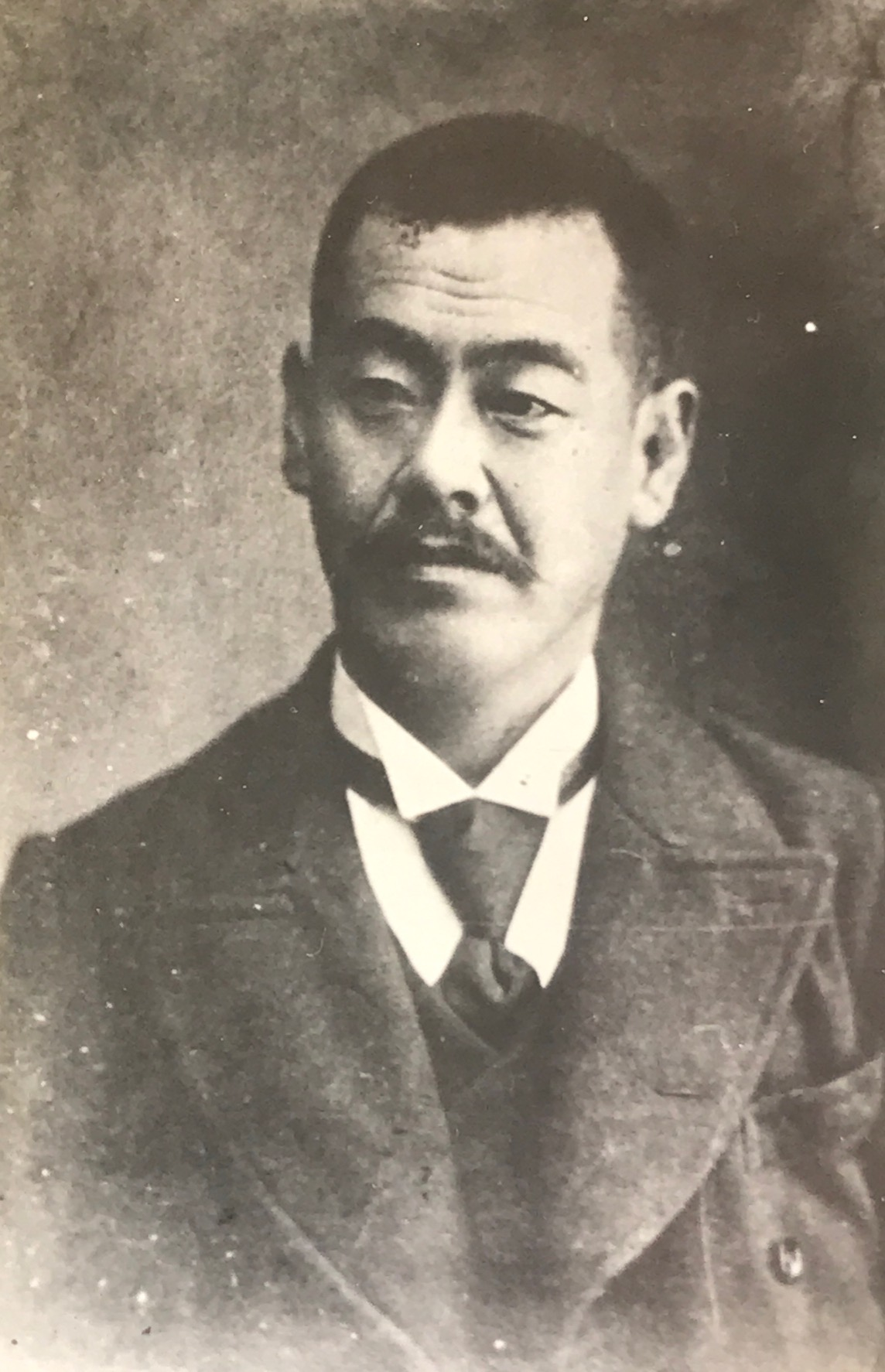
松崎萬長肖像

松崎萬長（1858年10月13日—1921年2月3日），生於日本京都，建築家，日本孝明天皇（明治天皇之父）侍從長堤哲長次子。他從7歲開始，就多次奉召入宮謁見孝明天皇，甚得天皇寵愛，故亦有傳聞其為天皇私生子。

## 生平
幕末公家堤哲長次子，早年曾為甘露寺家當主甘露寺勝長養子，後因孝明天皇遺詔建立分家，改姓松崎。松崎萬長於中學至大學時期留學於德國柏林工科大學，畢業後返回日本。返國當年日本制定爵位制度，松崎萬長於回國前三個月受封男爵，為日本唯一擁有爵位之建築家，後來爵位返上（放棄爵位）。
1885年，松崎萬長進入皇居御造營事務局工作；於1886年，於日本為建造道地洋風官廳區，廢止工部省，成立明治維新後最大建築組織臨時建築局，擔任建築局技師，之後出任該局工事部部長，是當時最受禮遇的建築家。此時期重要貢獻為導入德國派建築技術與建築風格，是日本第一代建築家中德國派的代表人物。
松崎萬長後來旅居臺灣12年（1907─1919年），一直居住在大稻埕及艋舺一帶，首3年擔任台灣總督府鐵道部囑託（建築工務主管），於1909年10月解除公職，但是因為喜愛臺灣，有意在臺長期定居，但是卻在1920年4月，松崎萬長因為次女出嫁而返回東京，後來染病不起，於隔年2月3日病逝。
松崎萬長在臺灣期間，其主要作品包括基隆驛（現基隆車站已經過改建）、新竹驛（今新竹車站）、臺北市場（今西門紅樓劇場）、臺中公會堂 等。

## 作品
- 舊青木家那須別邸（1888年、栃木縣那須塩原市、國家重要文化財）
  - 青木周藏的別莊。日本國內現存的唯一作品
- 七十七銀行本店（1903年、已不存）
- 台北西門市場（1908年）
- 臺灣鐵路飯店（1908年、已不存）
- 基隆驛（1912年、已不存）
- 新竹驛（1913年）
- 大稻埕公學校（1917年、已不存）
- 台中公會堂（1918年、已不存）

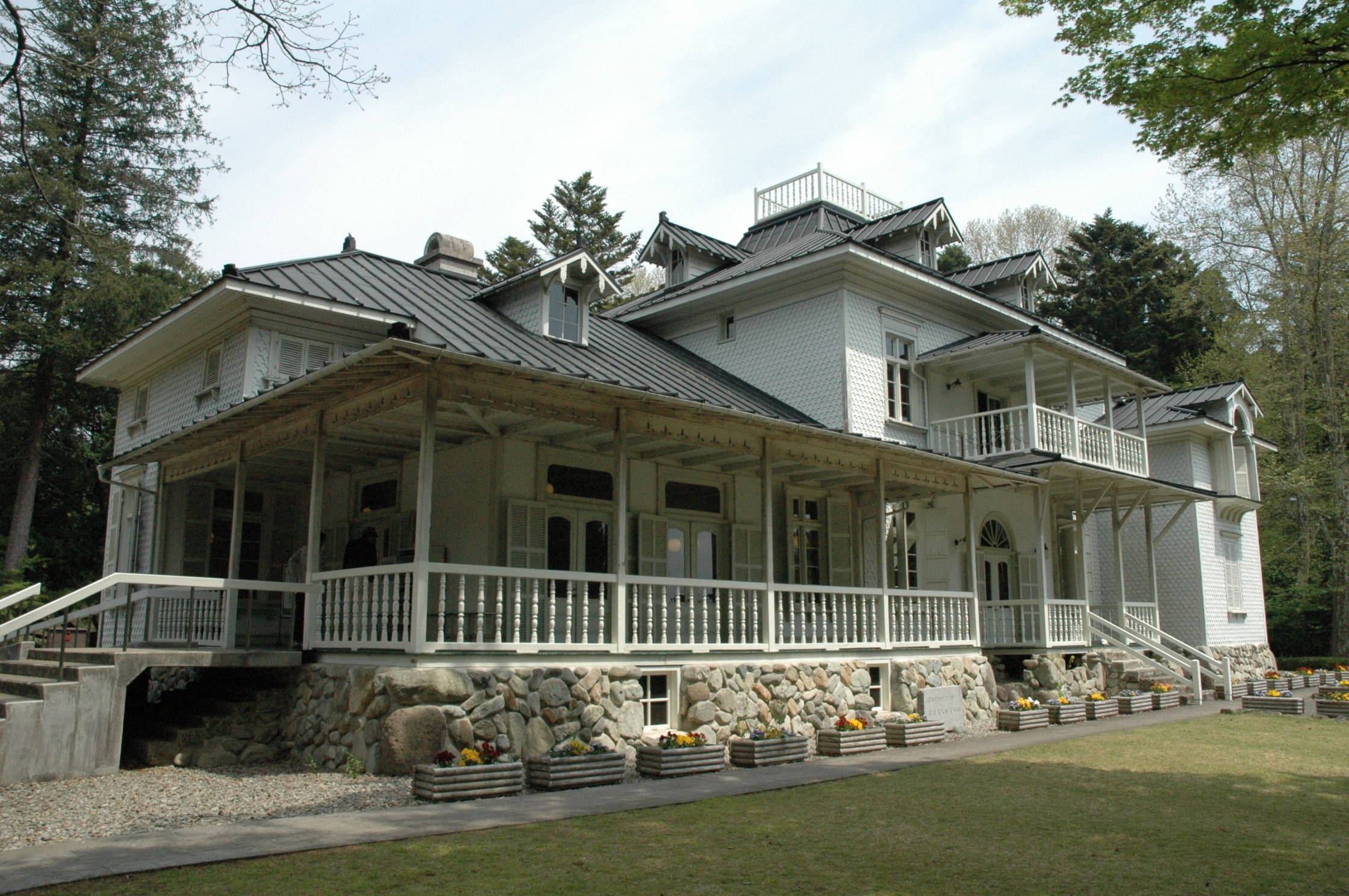
舊青木家那須別邸
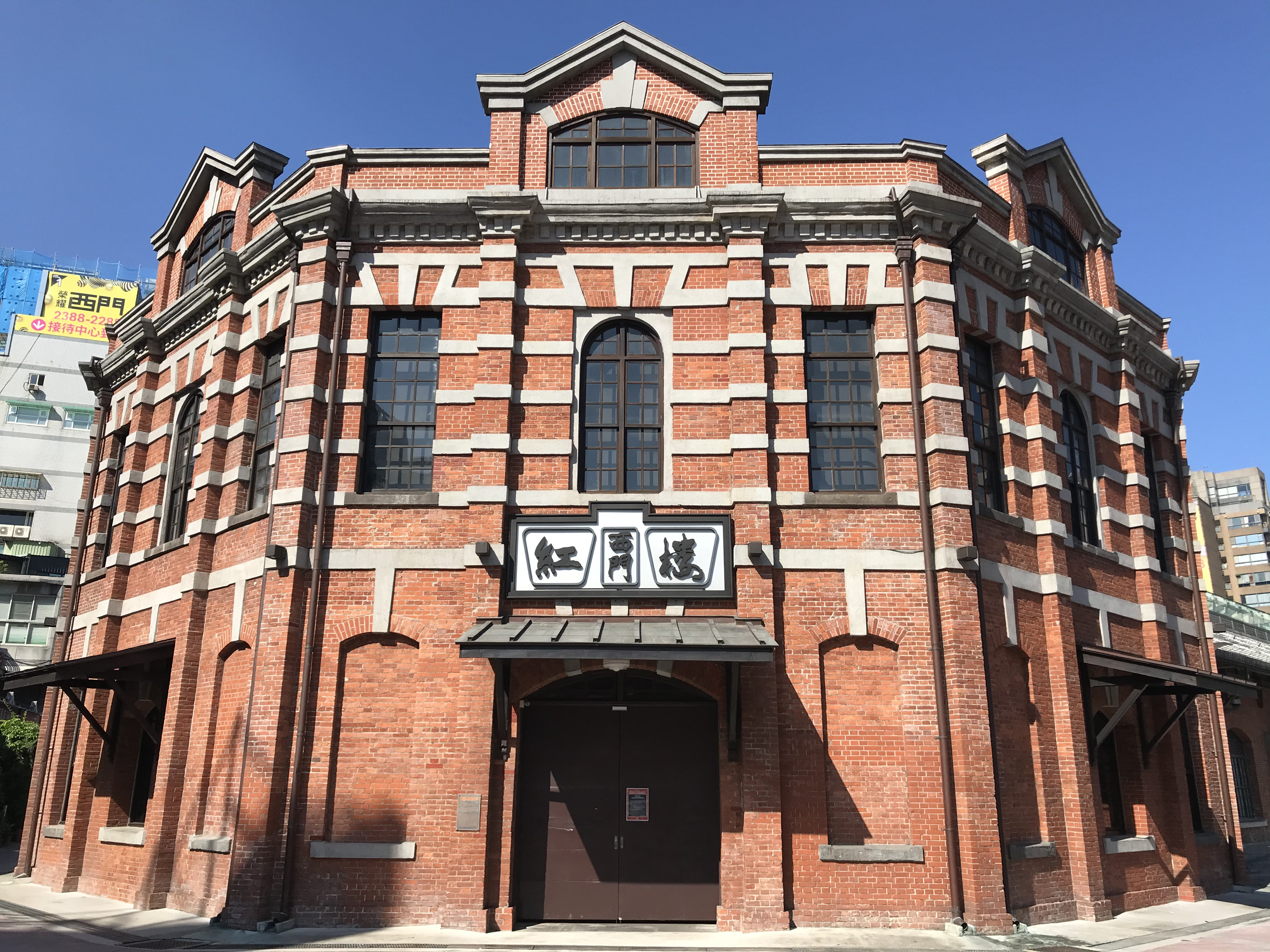
西門市場
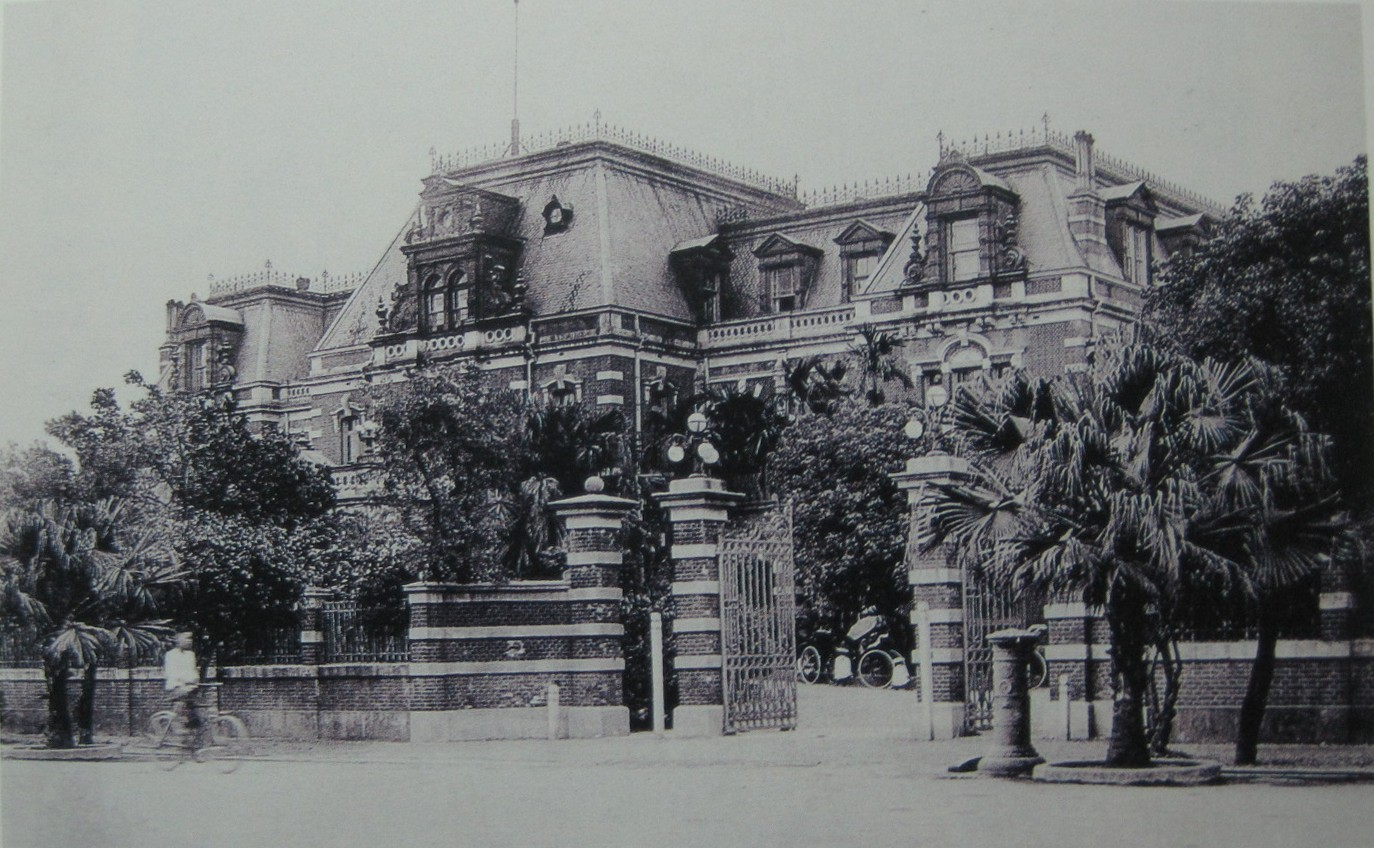
臺灣鐵路飯店
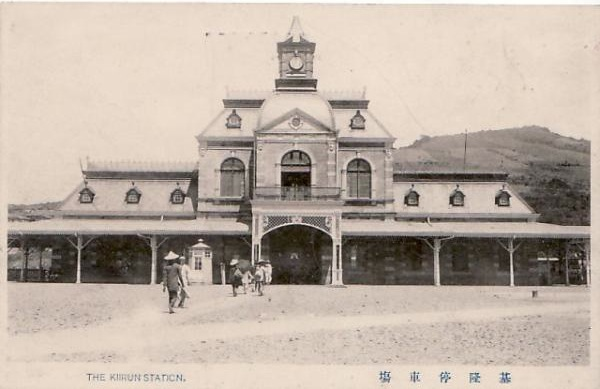
基隆驛
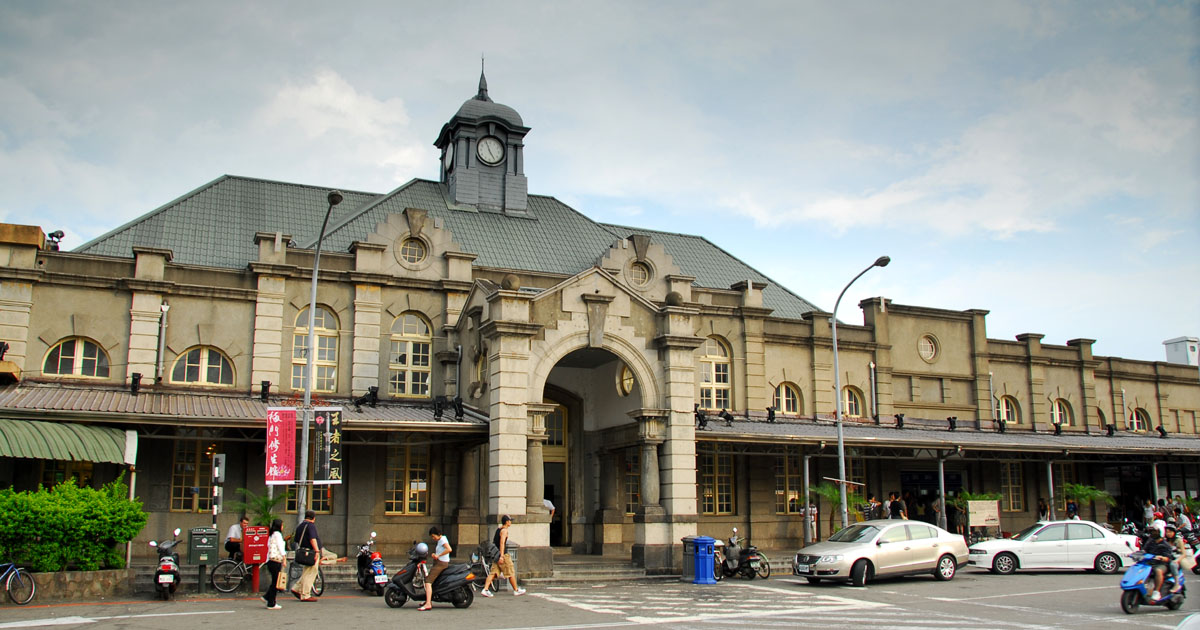
新竹驛
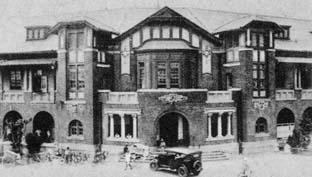
台灣總督府交通局鐵道部
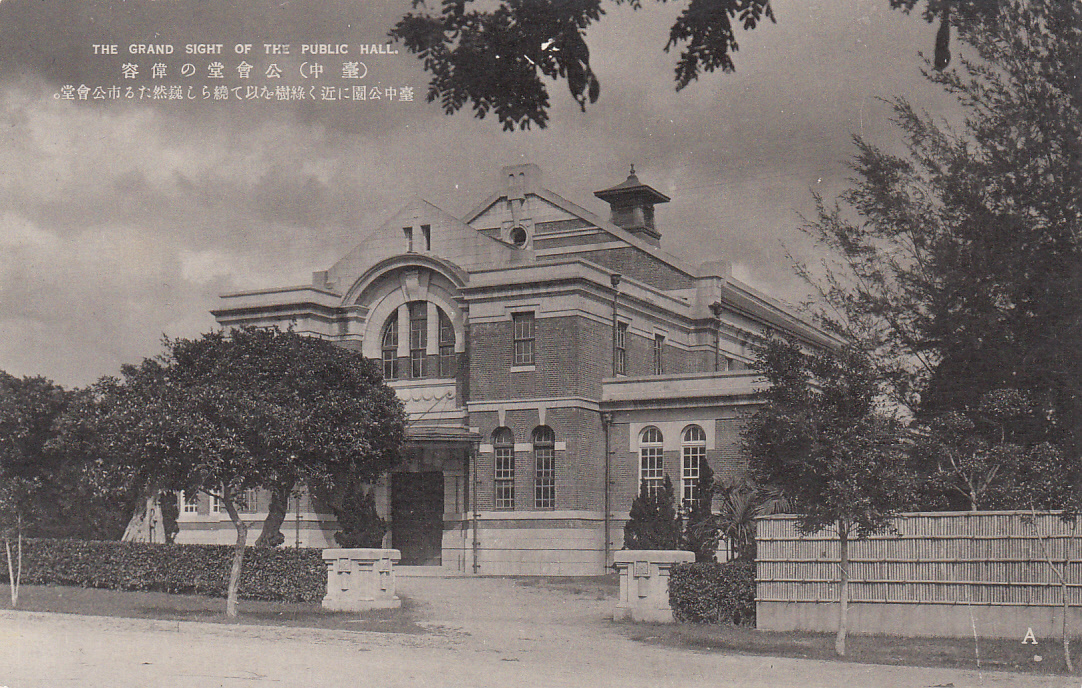
台中公會堂

## 外部連接
- 七十七銀行CYBER金融資料館 （日語）

松崎万長設計の七十七銀行旧本店の画像を掲載
- 曹銘宗──談基隆輕軌前，更應該先談的「台灣頭」文化資產 （页面存档备份，存于）